# Żelechlinek (gemeente)
De gemeente Żelechlinek is een landgemeente in het Poolse woiwodschap Łódź, in powiat Tomaszowski (Mazovië).
De zetel van de gemeente is in Żelechlinek.
Op 30 juni 2004 telde de gemeente 3509 inwoners.
De gemeente beslaat 8,97% van de totale oppervlakte van de powiat.

## Oppervlakte gegevens
In 2002 bedroeg de totale oppervlakte van gemeente Żelechlinek 92,01 km², waarvan:
- agrarisch gebied: 84%
- bossen: 11%

## Demografie
Stand op 30 juni 2004:
| Omschrijving                   | Totaal | Totaal | Vrouwen | Vrouwen | Mannen | Mannen |
| ------------------------------ | ------ | ------ | ------- | ------- | ------ | ------ |
| eenheid                        | aantal | %      | aantal  | %       | aantal | %      |
| inwoners                       | 3509   | 100    | 1744    | 49,7    | 1765   | 50,3   |
| bevolkingsdichtheid (inw./km²) | 38,1   | 38,1   | 19      | 19      | 19,2   | 19,2   |

In 2002 bedroeg het gemiddelde inkomen per inwoner 1337,42 zł.

## Plaatsen
Brenik, Budki Łochowskie, Bukowiec, Chociszew, Czechowice, Czerwonka, Dzielnica, Feliksów, Gawerków, Gutkowice, Gutkowice-Nowiny, Ignatów, Janów, Józefin, Julianów, Karolinów, Kopiec, Lesisko, Lucjanów, Łochów, Łochówek, Modrzewek, Naropna, Nowa Czerwonka, Nowe Byliny, Nowiny, Nowy Łochów, Petrynów, Radwanka, Sabinów, Sokołówka, Stanisławów, Staropole, Stefanów, Świniokierz Dworski, Świniokierz Włościański, Teklin, Władysławów, Wola Naropińska, Wolica, Żelechlin, Żelechlinek.

## Aangrenzende gemeenten
Budziszewice, Czerniewice, Głuchów, Jeżów, Rawa Mazowiecka